# Annika Sandlund
Annika Sandlund , född 10 oktober 1971, är en finlandssvensk journalist och jurist som sedan juni 2023 är nordisk och baltisk chef för FN:s flyktingorgan UNHCR.
Sandlund har studerat journalistik och kommunikation vid Helsingfors universitet samt juridik med inriktning på internationell rätt, mänskliga rättigheter och demokratisering vid University of Essex i Storbritannien. Mellan 1994 och 1999 arbetade hon som reporter och dokumentärproducent vid Yle (Finlands public-service TV och radio).
Mellan 2003 och 2014 arbetade hon för UNHCR som "protection officer" på olika platser, bland annat Sri Lanka, Etiopien och Turkiet. Mellan 2015 och 2023 hade hon ledande befattningar vid UNHCR:s huvudkontor i Geneve, och utsågs i juni 2023 till nordisk och baltisk chef för UNHCR.
Sandlund har i olika sammanhang berättat hur hennes engagemang för barn på flykt påverkats av hennes pappa som vid 5 års ålder sändes över Bottenhavet från det krigshärjade Finland till Sverige som finskt krigsbarn. Förfarandet var präglat av omsorg och välmening, men studier i efterhand har visat att många av barnen upplevde kärleksgärningen som en förvisning, och hellre stannat med sina föräldrar och riskerat liv och lem under bombanfall än att i låg ålder skickas iväg till för dem okända fosterföräldrar. Erfarenheterna från hanteringen av de finska krigsbarnen understryker betydelsen av att fortsatt arbeta för att skydda och minska lidande hos flyktingbarn.
Sandlund har 2024 kritiserat Finlands hantering av gränssituationen vid gränsen mot Sovjetunionen, och påtalat att så kallad pushback(en) strider mot internationell rätt.
Sandlund är utsedd att vara sommarpratare i Yle:s Vegas sommarpratare den 1 augusti 2024.